# Browningia
Browningia es un género de plantas suculentas sudamericano perteneciente a la familia Cactaceae. Contiene 11 especies aceptadas. 

## Descripción
Las especies de este género son generalmente columnares y de porte arbustivo o arbóreo. Están ramificados, suelen tener un tronco bien desarrollado y alcanzan alturas de hasta 10 m.
Presenta tallos cilíndricos de hasta 50 cm de diámetro, con numerosas costillas bajas en las que se asientan areolas grandes de dos tipos: 
- Las areolas de la zona de crecimiento son muy espinosas.
- Las areolas de la zona reproductiva suelen tener pocas o ninguna espina.

Las flores tienen una forma que va de tubular a campana, son de color blanco a violeta y se abren por la noche. Las areolas de la copa floral y del tubo floral están (casi) desnudas, y el tubo floral está ligeramente curvado. Los frutos normalmente son pequeños y muy diferentes, al igual que las semillas.

## Distribución
El área de distribución nativa de este género va desde Colombia hasta Perú.

## Taxonomía
El género fue descrito por los botánicos estadounidenses Nathaniel Lord Britton y Joseph Nelson Rose y publicado por primera vez en la revista The Cactaceae; descriptions and illustrations of plants of the cactus family 2: 63, f. 92–94 en 1920.
Etimología
Browningia: nombre genérico otorgado en honor de Webster E. Browning (1869-1942), exdirector del Instituto Inglés de Santiago de Chile.

## Especies aceptadas
Actualmente, el género Browningia consta de 11 especies aceptadas según la Plants of the World Online (POWO):
| Imagen | Nombre científico                                          | Distribución      |
| ------ | ---------------------------------------------------------- | ----------------- |
|        | Browningia altissima (F.Ritter) Buxb.                      | Norte de Perú     |
|        | Browningia amstutziae (Rauh & Backeb.) Hutchison ex Krainz | Perú              |
|        | Browningia candelaris (Meyen) Britton & Rose               | Perú              |
|        | Browningia chlorocarpa (Kunth) W.T.Marshall                | Perú              |
|        | Browningia columnaris F.Ritter                             | Perú              |
|        | Browningia hernandezii Fern.Alonso                         | Colombia (Boyacá) |
|        | Browningia hertlingiana (Backeb.) Buxb.                    | Perú (Ayacucho)   |
|        | Browningia macracantha (F.Ritter) Wittner                  | Norte de Perú     |
|        | Browningia microsperma (Werderm. & Backeb.) W.T.Marshall   | Perú              |
|        | Browningia pilleifera (F.Ritter) Hutchison                 | Norte de Perú     |
|        | Browningia utcubambensis Hutchison ex Wittner              | Norte de Perú     |